# ATOMISWAVE
ATOMISWAVE（アトミスウェイブ）は、2003年にサミーが開発した業務用のシステム基板。ドリームキャストの描画チップと構造を基にしている。ソフトはROMカセットで供給する方式。

## 概要
多くの機能はNAOMIに類似しているが、ネットワーク機能が拡張カートリッジにより対応する事。VRAM容量に対してRAM容量がNAOMIより少なくなっており2D表示機能はNAOMIより若干劣る事が特徴。
元々は、2001年7月にサミーがセガからドリームキャストの余剰部材を大量に購入したことがきっかけだった。次いで、サミーはセガからアーキテクチャ技術のライセンス供与を得て、「システムX」という名前で発表し、のちにATOMISWAVEという名前で発売した。
当初NAOMIに取って代わり、加えてネオジオ時代のSNK（旧社）が発売した多くのシリーズ作品を受け継いだことからMVSの後継基板となることが予想され期待されていたが、前述の2D機能の弱さもあってヒット作に恵まれなかったサミーとセガ（後のセガグループ）との経営統合後は一部を除きアーケードゲーム事業をセガに一本化した関係上、本基板での開発は縮小傾向になり2006年の『メタルスラッグ6』の発売をもって開発終了となった（他に、元々NAOMI/Dreamcastの余剰部品をセガより譲り受けて作られたという経緯上、既に生産終了したチップを用いて製造していたことから、部品の在庫が尽きた時点で生産継続が出来なくなったという要因もある）。
またAW-NETによるネットワークサービス展開も成功したとは言い難く、更にセガのタイトルを標的とした競合ソフトが多かった（ネットセレクトシリーズなど）関係もあり、同サービスに対応したゲームは2005年の『ネオジオバトルコロシアム』を最後にAW-NET自体も2006年11月30日で終了、現在AW-NET対応ソフトはすべてオフライン稼動となっている。
なお、サミーはアトミスウエイブ用の汎用筐体にタイトーの「イーグレットIII」を採用しており、アトミスウエイブ用ソフトの開発終了後はサードパーティーをタイトーの「Taito Type X」に移行させている、その際セガとサミーのゲーム事業統合の際にセガがイーグレット筐体の在庫を大量に抱える原因となった。
2017年3月31日を以って修理サポートが終了。
それでも、ATOMISWAVE対応作品の中には、『ザ・ランブルフィッシュ2』のように人気を得、他プラットフォーム（またはATOMISWAVE以外の基板）に移植された作品もある。

## 海外展開
元々、全世界で展開することを掲げており、当時のサミーが元ＳＮＫの社員を迎えたり、欧州にSammy Europe、米国にSammyUSAの海外子会社を展開していた背景に、現地のゲームセンター、アミューズメントパーク、スポーツレストラン等への製品販売する商材としても展開されていた。
販売タイトルは日本のジョイスティックを用いたビデオゲーム主体ではなく、ガンコントローラー、ハンドルコントローラーを用いたいわゆる体感ものが主体であった。
最も売れたタイトルとしては米国中心に売られたガンシューティングのSports Shooting USA。キット販売含め数千台規模になっている他、ガンシューティングタイトルはDeer Hunting USAを始祖としたハンティングシリーズであるEXTREME Hunteing、当時、NAMCO社が海外展開しヒットしていたPOINT BLANK（日本はガンバレット）の特徴である単面毎にゲーム内容、ルール、クリア条件を設定したオムニバス風のゲームシステムを採用したミリタリーのRANGER MISSION。レーシングゲームはOP価格を抑え、基板流通を狙ったシンプルなMAXIMUM SPEED、某レースバトル映画をモチーフとしたFASTER THAN SPEEDといったSPEEDシリーズあたりであった。
また、この時にガンシューティング向けに作られたショットガンコントローラーは海外では事実上のハンティング、ミリタリー向けのガンシューティングのデフォルト的な位置づけになったと推測される。
ジョイスティックを用いたタイトルはアジアを中心に展開されていたが、異色ものとしては、ギルティギアＸがVer1.5として海外専用タイトルとして販売された事である。もともとニッチ層向けにリリースされた同作だったが、元はNAOMI ROM BOARDで販売されただけに容易な移植により低コストで発売し、海外展開の初動向けとして投入された経緯がある。
セガに経営統合後はEXTREME HUNTING 2で米国でALL.netを用いたオンラインランキング、イベントを開催し、その後、SEGA Clay ChallengeおよびSEGA Bass Fishing ChallengeのChallengeシリーズ2本がリリースされた後、事業終了。

## その他トピックス
- 米国に於いてはATOMISWAVEという名称は登録商標の問題により使用を取り止めており、対応タイトルのマニュアル（SEGA AMUSEMENT USAのホームページ上からダウンロードできる）内での表記は単純にMain PCB AWとなっているが、イラストや設定画面の類はATOMISWAVEそのものとなっている。

- NAOMI（およびドリームキャスト）部材を用いていることから、当時搭載されていたCPUのSH-4が米ラムバス社による特許侵害として日立製作所に対して訴訟が提起されていたが、その影響がセガにも波及しドリームキャストの販売停止の訴訟がなされたことで、発売当初から同様の特許侵害による影響リスクがあった。（その後、ラムバス社は日立、セガと和解しているが、ラムバス社からみれば当時のサミーはセガとの経営統合前であり別会社という認識により、特許使用ライセンスを結んでいないサミーに対し販売差し止めの訴訟提起は時間の問題とされていた。その後、セガから部材を購入した事の説明や2005年に経営統合された事でこのリスクは解消されている）

- 後述の発売中止となったタイトルにて、開発用カートリッジ基板に書き込まれたものがセガとの経営統合による事業終了によりセガによる回収がなされず、そのまま流出している。それらは貴重な為、数万ドル規模で取引されている模様。

## スペック

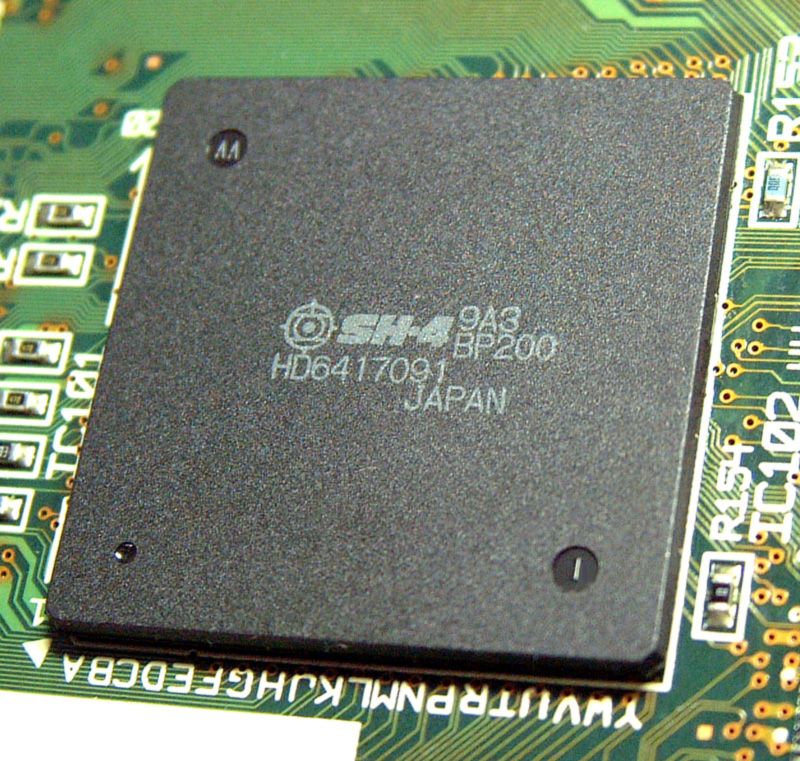
Dreamcast用SH-4 HD6417091

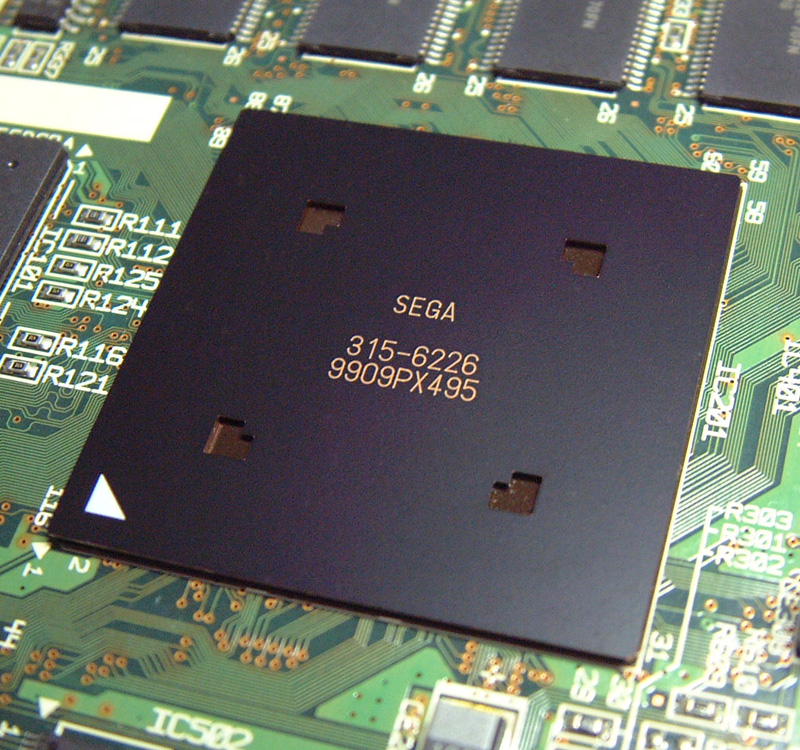
Dreamcast用PowerVR2 315-6226

- CPU : SH-4（200MHz/360MIPS）
  - 浮動小数点演算能力 : 1.4GFLOPS
- RAM : 16MB（NAOMIは32MB、ドリームキャストは16MB）
- VRAM :16MB（NAOMIは16MB、ドリームキャストは8MB）
  - グラフィックスエンジン : Power VR2
  - ポリゴン描画能力 : 300万 - 500万/秒
  - 同時表示色数 : 1677万色同時表示（24ビット）
- サウンドRAM : 8MB（NAOMIは8MB、ドリームキャストは2MB）
  - サウンドエンジン : YAMAHA スーパー・インテリジェント・サウンド・プロセッサ（32ビットRISC CPU内蔵）
  - サウンド機能 : ADPCM 64ch
- ネットワーク機能 : AW-Net（56k モデム or ブロードバンド接続）
- ソフト供給媒体 ： ROMカートリッジ （最大128MBのカートリッジと2004年半ばからの大容量カートリッジの2種類。後者はデータ領域384MB、アップデートに対応可能なプログラム領域32MBの合計416MB）

### 基板の注意点
ATOMISWAVEではROMカートリッジをマザーボードから外した時点でゲームのバックアップデータが初期化されてしまうので注意。

## サードパーティー
- SNKプレイモア
- アークシステムワークス
- ディンプス
- IGS ペンディングタイトルとしては
- ドリームファクトリー　(拳獣）
- カプコン（サミーvsカプコン）

## 主なソフト

### 発売されたタイトル
※の付いたものは「AW-NET」対応タイトル。
| 作品名                                 | 開発                                           | 販売   | 稼働開始年     | AW-NET | 備考 | 注          |
| -------------------------------------- | ---------------------------------------------- | ------ | -------------- | ------ | --- | ----------- |
| ドルフィンブルー                       |                                                | サミー | 2003年8月5日   |        | ローンチタイトル。当時は基板本体とセットで98000円という戦略的なOP価格で売られていた模様。 | [ 4 ] [ 5 ] |
| デモリッシュ・フィスト                 | ディンプス                                     | サミー | 2003年         |        | ローンチタイトル。当時は基板本体とセットで98000円という戦略的なOP価格で売られていた模様。 | [ 6 ]       |
| 三国戦紀 七星転生                      | IGS                                            | サミー | 2003年         |        | |             |
| GUILTY GEAR ISUKA                      | アークシステムワークス                         | サミー | 2003年12月17日 | ※      | ATOMISWAVE初の対戦型格闘ゲームであると同時に、AW-NET対応タイトル第1弾。拡張カートリッジと筐体2台により4人同時対戦が出来た。                                                                                       | [ 7 ]       |
| ネットセレクト サラリーマン金太郎      |                                                | サミー | 2004年7月      | ※      | ネットセレクト筐体用タイトル。 タッチパネルによるテーブルゲーム3種を同マンガをモチーフにしたプレイが出来た。 | [ 7 ]       |
| ザ・ランブルフィッシュ                 | ディンプス                                     | サミー | 2004年         |        | |             |
| ザ・キング・オブ・ファイターズNEO WAVE | SNKプレイモア （実開発はノイズファクトリー）   | サミー | 2004年7月27日  | ※      | [ 4 ] |             |
| ネットセレクト競馬 ビクトリーハロン    |                                                | サミー | 2005年         | ※      | | [ 8 ]       |
| ザ・ランブルフィッシュ2                | ディンプス                                     | サミー | 2005年         |        | 『ザ・ランブルフィッシュ』の続編 | [ 3 ]       |
| ネオジオバトルコロシアム               | SNKプレイモア                                  | セガ   | 2005年         | ※      | |             |
| サムライスピリッツ 天下一剣客伝        | SNKプレイモア （実開発は悠紀エンタープライズ） | セガ   | 2005年         |        | |             |
| ザ・キング・オブ・ファイターズXI       | SNKプレイモア                                  | セガ   | 2005年         |        | |             |
| 北斗の拳                               | アークシステムワークス                         | セガ   | 2005年         |        | |             |
| メタルスラッグ6                        | SNKプレイモア                                  | セガ   | 2006年         |        | サミーのセガ側への使用基板の迎合に加え、最大のサードパーティーであったSNKプレイモアの実質上撤退（同社の各シリーズタイトルはタイトーのTaito Type Xへ移行）により同作が日本における本基板の最終開発ソフトとなった。 |             |

### 日本国外でのみ発売されたタイトル
| 作品名                              | 開発                   | 販売   | 稼働開始年 | 備考                      | 注    |
| ----------------------------------- | ---------------------- | ------ | ---------- | ------------------------- | ----- |
| Maximum Speed                       | シムス                 | サミー |            |                           | [ 9 ] |
| Sports Shooting USA                 | シムス                 | サミー |            |                           | [ 9 ] |
| GUILTY GEAR X Ver1.5                | アークシステムワークス | サミー | 2003年     |                           |       |
| EXTREME HUNTING                     |                        | サミー |            |                           |       |
| RANGER MISSION                      |                        | サミー |            |                           |       |
| FASTER THAN SPEED                   |                        | サミー |            |                           |       |
| DIRTY PIGSKIN FOOTBALL              | Play Mechanix          | サミー |            |                           |       |
| EXTREME HUNTING2 TOURNAMENT EDITION |                        | セガ   |            | 北米内ALL Net対応タイトル |       |
| SEGA Clay Challenge                 |                        | セガ   |            |                           |       |
| SEGA Bass Fishing Challenge         |                        | セガ   |            |                           |       |

### 発売および開発中止となったタイトル
| 作品名           | 開発                 | 販売   | 備考 | 注     |
| ---------------- | -------------------- | ------ | --- | ------ |
| プレミアイレブン | ディンプス           | サミー | サッカーを題材としたゲームで、ATOMISWAVE対応ソフト第1弾として2002年12月に稼働予定だった。レバー、トラックボール対応も、ロケテストのインカム低調によりお蔵入り。 | [ 10 ] |
| とれとれ!寿司    |                      | サミー | ATOMISWAVE初のパズルゲームの予定だった。ロケテストのインカム低調と、カシオの落ちものパズル特許による影響によりお蔵入り。 (エンドレスモードで特許に抵触することから、スコアがポイントではなく、消した(食した）皿数になっていた） | [ 11 ] |
| FORCE FIVE       | アンカー             | サミー | ATOMISWAVE初の3D対戦型格闘ゲームとして2004年春に稼働する予定だった。 開発元による2006年にNAOMIプラットフォームでリリースされた『仁義ストーム The Arcade』は同作品のソースコードを流用したものとされている。 | [ 7 ]  |
| 拳獣 〜KENJU〜   | ドリームファクトリー | サミー | 2004年に行われたアミューズメントマシンショーにて出展。3Dポリゴンを用いた2D対戦格闘。一部システムやキャラクターの描写がカプコンのジャスティス学園シリーズに似ていたこともあり、ロケテストのインカム面と同社によるクレーム対策としてペンディングとなった模様。 2020年前半に高田馬場ゲーセンミカドが入手し同タイトルの紹介配信、対戦大会の配信がなされた。                                                 | [ 12 ] |
| CHACE 1929       |                      | サミー | 禁酒法時代のアメリカを舞台にした映画アンタッチャブル的な世界観にCHASEとつくことから想像できるが、タイトーのCHASE HQシリーズのゲームシステムを用いたレースバトルタイトル。 元々はCHICAGO1929だったが、先述の世界観採用により米国でのクレーム対策上、タイトルを変更した模様であるが、テストのインカム面とゲームシステムがCHASE HQとほとんど同じだったことからクレーム対策としてペンディングになった模様。 |        |